# Tyrus Thomas
Tyrus Wayne Thomas (Baton Rouge, 17 agosto 1986) è un ex cestista statunitense, professionista nella NBA e in Europa.

## Carriera
Proviene dalla Louisiana State University. Nel Draft NBA 2006 è stato selezionato dai Portland Trail Blazers come quarta scelta assoluta, venendo subito scambiato insieme a Viktor Khryapa per la seconda scelta assoluta LaMarcus Aldridge.
Possiede un'ottima elevazione ed ha partecipato allo Slam Dunk Contest all'NBA All-Star Game 2008 tenutosi a New Orleans. Durante la stagione 2007-08 ha migliorato le sue statistiche rispetto al suo anno da Rookie, giungendo ad avere una media punti superiore ai 6 punti per partita, ai quali va ad aggiungere 4,4 rimbalzi e 1 stoppata a partita.
Il 18 febbraio 2010 viene ceduto agli Charlotte Bobcats in cambio di Flip Murray e Acie Law.

## Statistiche

### College
| Anno      | Squadra    | PG | PT | MP   | TC%  | 3P% | TL%  | RP  | AP  | PRP | SP  | PP   |
| --------- | ---------- | -- | -- | ---- | ---- | --- | ---- | --- | --- | --- | --- | ---- |
| 2005-2006 | LSU Tigers | 32 | 21 | 25,9 | 60,8 | 100 | 65,7 | 9,2 | 1,3 | 1,0 | 3,1 | 12,3 |
| Carriera  | Carriera   | 32 | 21 | 25,9 | 60,8 | 100 | 65,7 | 9,2 | 1,3 | 1,0 | 3,1 | 12,3 |

### NBA

#### Regular Season
| Anno      | Squadra           | PG  | PT  | MP   | TC%  | 3P%  | TL%  | RP  | AP  | PRP | SP  | PP   |
| --------- | ----------------- | --- | --- | ---- | ---- | ---- | ---- | --- | --- | --- | --- | ---- |
| 2006-2007 | Chicago Bulls     | 72  | 4   | 13,4 | 47,5 | 0,0  | 60,6 | 3,7 | 0,6 | 0,6 | 1,1 | 5,2  |
| 2007-2008 | Chicago Bulls     | 74  | 27  | 18,0 | 42,3 | 16,7 | 74,1 | 4,6 | 1,2 | 0,6 | 1,0 | 6,8  |
| 2008-2009 | Chicago Bulls     | 79  | 61  | 27,5 | 45,1 | 33,3 | 78,3 | 6,4 | 1,0 | 1,2 | 1,9 | 10,8 |
| 2009-2010 | Chicago Bulls     | 29  | 3   | 23,4 | 48,3 | 0,0  | 64,4 | 6,3 | 1,1 | 1,4 | 1,7 | 8,8  |
| 2009-2010 | Charlotte Bobcats | 25  | 0   | 21,7 | 44,2 | 0,0  | 72,9 | 6,1 | 0,9 | 0,9 | 1,5 | 10,1 |
| 2010-2011 | Charlotte Bobcats | 41  | 2   | 21,0 | 47,1 | 0,0  | 78,7 | 5,5 | 0,7 | 0,7 | 1,6 | 10,2 |
| 2011-2012 | Charlotte Bobcats | 54  | 30  | 18,8 | 36,7 | 33,3 | 75,9 | 3,7 | 0,6 | 0,7 | 1,1 | 5,6  |
| 2012-2013 | Charlotte Bobcats | 26  | 2   | 13,8 | 35,3 | 37,5 | 83,9 | 2,3 | 0,7 | 0,5 | 0,6 | 4,8  |
| 2014-2015 | Memphis Grizzlies | 2   | 0   | 3,5  | 100  | -    | 100  | 0,0 | 0,5 | 0,0 | 0,0 | 2,0  |
| Carriera  | Carriera          | 402 | 129 | 19,7 | 43,8 | 23,5 | 73,2 | 4,8 | 0,9 | 0,8 | 1,3 | 7,7  |

#### Playoffs
| Anno     | Squadra           | PG | PT | MP   | TC%  | 3P% | TL%  | RP  | AP  | PRP | SP  | PP  |
| -------- | ----------------- | -- | -- | ---- | ---- | --- | ---- | --- | --- | --- | --- | --- |
| 2007     | Chicago Bulls     | 10 | 0  | 12,2 | 39,0 | -   | 63,3 | 3,4 | 0,6 | 1,0 | 0,5 | 5,1 |
| 2009     | Chicago Bulls     | 7  | 7  | 27,9 | 43,8 | 0,0 | 78,6 | 6,3 | 0,9 | 1,0 | 2,9 | 9,6 |
| 2010     | Charlotte Bobcats | 4  | 0  | 17,0 | 62,5 | -   | 83,3 | 5,5 | 0,5 | 0,5 | 0,5 | 8,8 |
| Carriera | Carriera          | 21 | 7  | 18,3 | 45,7 | 0,0 | 70,0 | 4,8 | 0,7 | 0,9 | 1,3 | 7,3 |

## Palmarès
- NBA All-Rookie Second Team (2007)